# 千叶玲海菜

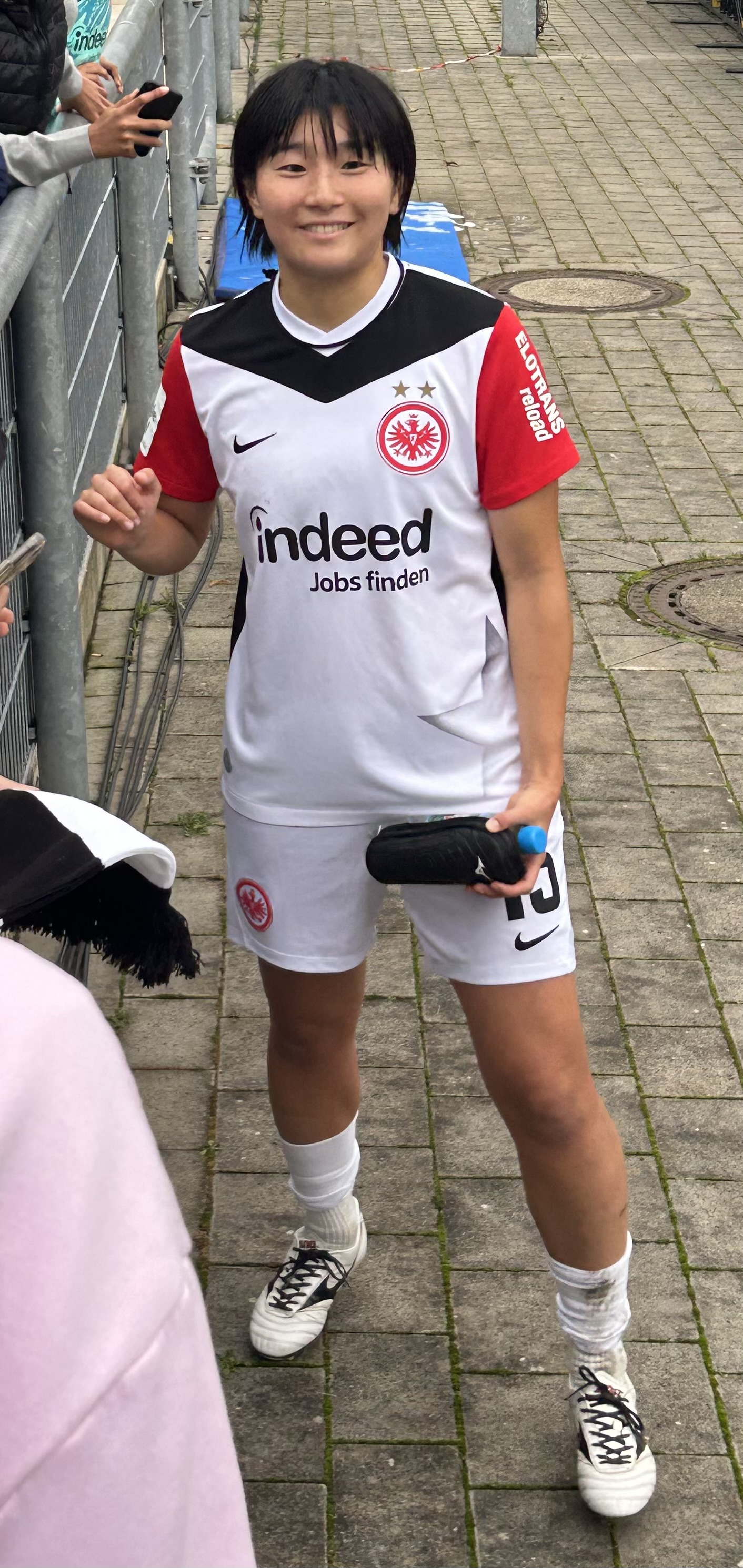
Remina Chiba, 19 October 2024

千叶玲海菜（日语：／ Chiba Remina，1999年4月30日—），日本女子足球运动员，2016年國際足協U-17女子世界盃银牌得主、2019年夏季世界大运会女子足球银牌得主、2022年亚洲运动会女子足球金牌得主。